# Liste der Kulturdenkmale in Hohenaspe
In der Liste der Kulturdenkmale in Hohenaspe sind alle Kulturdenkmale der schleswig-holsteinischen Gemeinde Hohenaspe (Kreis Steinburg) aufgelistet (Stand: 10. März 2025).

## Legende
In den Spalten befinden sich folgende Informationen:
- Objekt-ID: die Nummer des Kulturdenkmales
- Lage: die Adresse des Kulturdenkmales und die geographischen Koordinaten. Kartenansicht, um Koordinaten zu setzen. In der Kartenansicht sind Kulturdenkmale ohne Koordinaten mit einem roten Marker dargestellt und können in der Karte gesetzt werden. Kulturdenkmale ohne Bild sind mit einem blauen Marker gekennzeichnet, Kulturdenkmale mit Bild mit einem grünen Marker.
- Offizielle Bezeichnung: Bezeichnung des Kulturdenkmales
- Beschreibung: die Beschreibung des Kulturdenkmales
- Bild: ein Bild des Kulturdenkmales

## Sachgesamtheiten
| Objekt-ID      | Lage                                                        | Offizielle Bezeichnung | Beschreibung | Bild                             |
| -------------- | ----------------------------------------------------------- | ---------------------- | --- | -------------------------------- |
| 41030 Wikidata | Hauptstraße 31, Kirchenstraße (53° 59′ 23″ N, 9° 31′ 46″ O) | Kirche St. Michaelis   | Aktualisierung vorgesehen - Begründung: geschichtlich, künstlerisch, städtebaulich, Kulturlandschaft prägend - Schutzumfang: Kirche St. Michaelis mit Ausstattung, Glockenstuhl, Kirchhof, Lindenkranz, Granitmauern und Wälle (Kirchenstraße); Pastorat (Hauptstraße 31) | weitere Fotos \| Fotos hochladen |

## Bauliche Anlagen und Gründenkmale
| Objekt-ID      | Lage                                         | Offizielle Bezeichnung               | Beschreibung | Bild                             |
| -------------- | -------------------------------------------- | ------------------------------------ | --- | -------------------------------- |
| 1374 Wikidata  | Hauptstraße 31 (53° 59′ 25″ N, 9° 31′ 42″ O) | Pastorat                             | Alteintragung (Aktualisierung vorgesehen) - Begründung: geschichtlich, künstlerisch - Schutzumfang: Alteintragung (Aktualisierung vorgesehen) - Denkmaltyp: Bauliche Anlage, Sachgesamtheit: Kirche St. Michaelis                         | BW                               |
| 747 Wikidata   | Kirchenstraße (53° 59′ 23″ N, 9° 31′ 46″ O)  | Kirche St. Michaelis mit Ausstattung | Alteintragung (Aktualisierung vorgesehen) - Begründung: geschichtlich, künstlerisch, städtebaulich - Schutzumfang: Kirche St. Michaelis mit Ausstattung, Glockenstuhl - Denkmaltyp: Bauliche Anlage, Sachgesamtheit: Kirche St. Michaelis | weitere Fotos \| Fotos hochladen |
| 19686 Wikidata | Kirchenstraße (53° 59′ 23″ N, 9° 31′ 44″ O)  | Kirchhof                             | Alteintragung (Aktualisierung vorgesehen) - Begründung: geschichtlich, Kulturlandschaft prägend - Schutzumfang: Kirchhof, Lindenkranz, Granitmauern und Wälle - Denkmaltyp: Gründenkmal, Sachgesamtheit: Kirche St. Michaelis             | BW                               |

## Quelle
- Liste der Kulturdenkmale in Schleswig-Holstein – Kreis Steinburg

- Karte mit allen Koordinaten:
- OSM |
- WikiMap